# Cime tempestose (film 2011)
Cime tempestose (Wuthering Heights) è un film del 2011 diretto da Andrea Arnold, basato sul romanzo di Emily Brontë del 1847 Cime tempestose.

## Trama
Un contadino dello Yorkshire in visita a Liverpool incontra per la strada Heathcliff, un ragazzo senzatetto. Decide di accoglierlo in famiglia, portandolo con sé tra le sperdute colline dello Yorkshire, dove il ragazzo instaura una relazione ossessiva con Catherine, la figlia del contadino. Mentre i ragazzi crescono, i familiari e i vicini rimangono invischiati negli spietati giochi di famiglia, alimentati da orgoglio e presunzione.

## Analisi
Il film è il tetro racconto di un amore appassionato e contrastato, rivalità tra fratelli e vendette. Pur essendo un dramma d'epoca, la storia affronta temi attuali, come il razzismo e la dipendenza, ed eterni, come la gelosia, l'odio verso l'altro, l'amore e la famiglia. Il film è ambientato nelle aspre campagne dello Yorkshire, che di questa storia crudele e appassionata sono lo sfondo ideale e al tempo stesso uno dei protagonisti.

## Distribuzione
Il film è stato presentato in concorso al Festival di Venezia 2011 il 6 settembre. Nel Regno Unito è uscito nelle sale l'11 novembre.

## Riconoscimenti
- Festival di Venezia 2011: Osella d'oro a Robbie Ryan per la fotografia
- Seminci 2011: miglior fotografia, menzione speciale ai giovani attori (Shannon Beer e Solomon Glave)
- Camerimage 2011: rana di bronzo